# Omotesandō
(Fosco Maraini)
Omotesandō (表参道?) è un viale a due corsie situato tra Shibuya e Minato a Tokyo, in Giappone, che si estende dall'ingresso al santuario Meiji fino ad Aoyama-dōri, in prossimità della stazione omonima. Per Omotensadō si intende quindi anche l'intera area che va dalla zona di Harajuku, compresa la vicina stazione, fino al quartiere di Aoyama.
Il viale, ornato per tutta la sua lunghezza da una serie di zelkove giapponesi, è una famosa via dello shopping che ospita sia boutique di moda che grandi centri commerciali.

## Storia
Omotesandō fu inizialmente progettata nell'era Taishō come via principale per il santuario Meiji, e lo stesso toponimo significa letteralmente "accesso frontale". Come altre zone di Tokyo, Omotesandō è il risultato delle diverse campagne di ricostruzione che la capitale dovette approntare in seguito al terremoto del 1923, ai bombardamenti della seconda guerra mondiale e al boom economico dei decenni immediatamente successivi. Inoltre, la natura commerciale della zona è da attribuire alla crescita esponenziale del consumismo in Giappone, conseguenza a sua volta dell'apertura delle frontiere durante la seconda metà del XIX secolo, quando gli shōtengai (grandi spazi commerciali simili a quelli occidentali) divennero la norma.

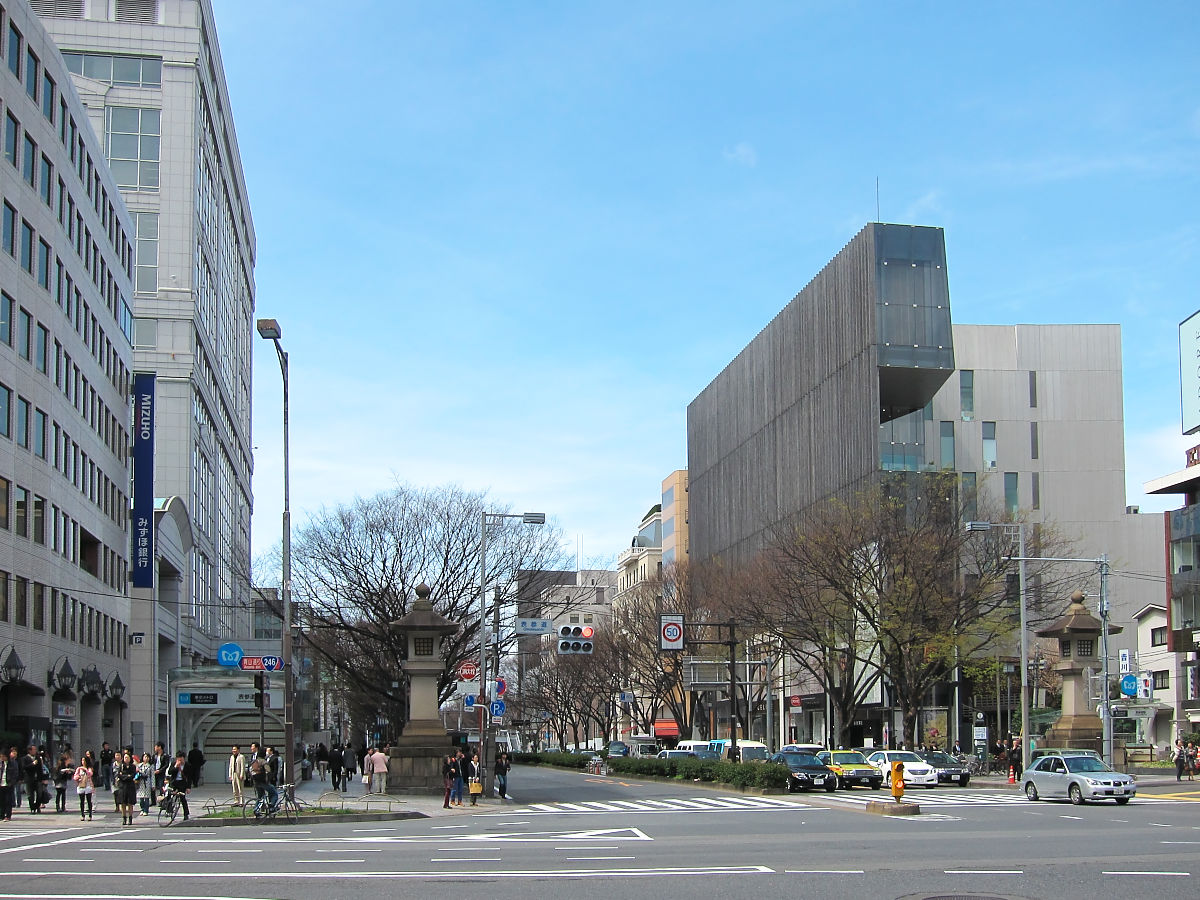
L'incrocio tra Aoyama-dōri e Omotesandō

Omotesandō divenne così un importante catalizzatore per lo sviluppo commerciale nonché un crocevia essenziale nell'economia del trasporto urbano di Tokyo. Negli anni funse da nesso tra la cultura giapponese e quella occidentale, grazie alla sua vicinanza al parco di Yoyogi, il quale servì da accampamento per i soldati statunitensi durante il periodo di occupazione e da centro di ritrovo per gli atleti stranieri durante le olimpiadi del 1964. Proprio la costruzione del villaggio olimpico permise l'ampliamento della strada e l'edificazione di numerosi negozi pensati per una clientela non necessariamente giapponese.
Oggi Omotesandō è conosciuta come una delle più importanti vie dello shopping al mondo, con una moltitudine di negozi monomarca e boutique di moda a breve distanza l'uno dall'altro.

## Monumenti e luoghi d'interesse

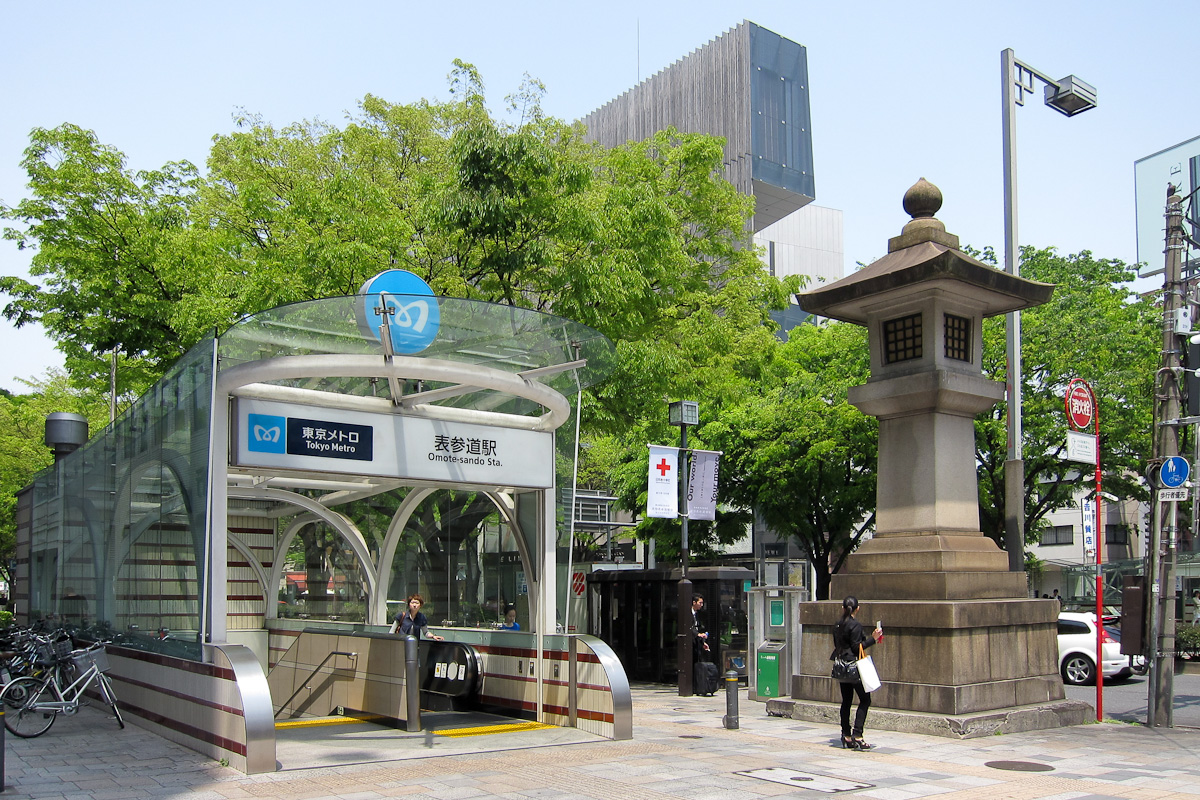
La stazione di Omotesandō

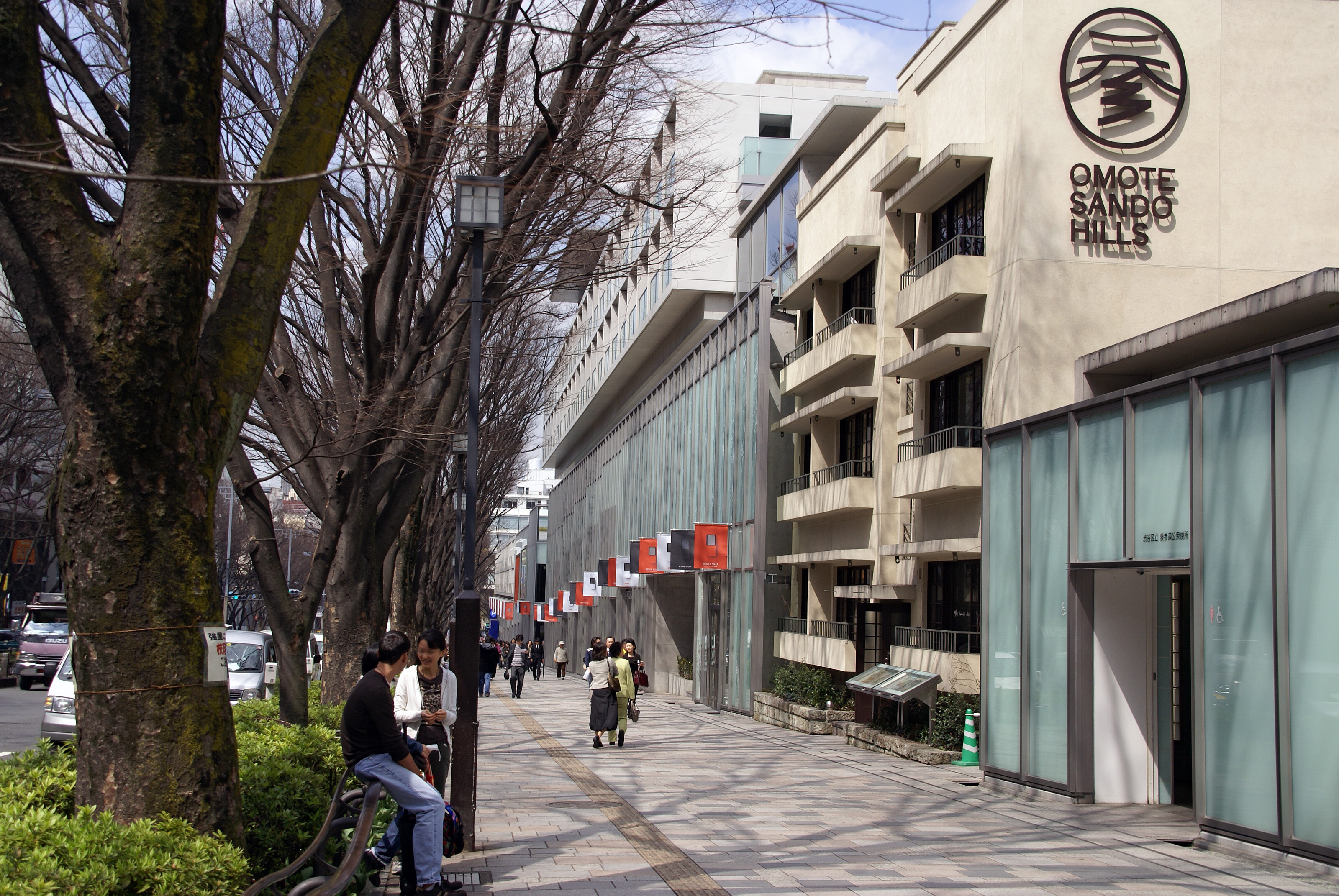
Omotesandō Hills

L'area attorno al quartiere di Harajuku è universalmente nota per essere una fucina di stili di strada e di tendenze giovanili estremamente innovative, ma - rispetto alla vicina Takeshita-dōri - l'immagine di Omotesandō risulta essere più sofisticata e raffinata. La zona offre numerose boutique di marchi internazionali, che vanno dai negozi di fascia alta come Louis Vuitton (Jun Aoki, 2002), Prada (Herzog & de Meuron, 2003), Tod's (Toyo Ito, 2004), Dior (SANAA, 2004), Chanel e Bulgari (presenti all'interno del complesso commerciale Gyre, MVRDV, 2007), ai rivenditori fast fashion come Forever 21, H&M e Zara. Omotesandō è considerato una delle location di Tokyo più adatte a ospitare un negozio di beni di lusso, ed è comunemente indicato come la Champs-Élysées di Tokyo.
La maggiore attrazione è rappresentata da Omotesandō Hills, un centro commerciale progettato nel 2005 da Tadao Andō e di proprietà della Mori Building. Omotesandō è anche la sede del negozio di giocattoli Kiddyland, del Laforet, un centro commerciale la cui merce è rivolta principalmente a un target di giovani donne, e dell'Oriental Bazaar, un negozio di souvenir popolare tra i turisti internazionali. Nelle viuzze laterali, note come Ura-Harajuku, si possono invece trovare piccoli café, bar e ristoranti, così come boutique specializzate in qualsiasi cosa, dalle borse alle cartoline, fino all'antiquariato.

## Cultura
Ogni anno il viale ospita la parata della festa di san Patrizio.

## Servizi

### Stazioni
- Stazione di Harajuku (Linea Yamanote)
- Stazione di Meiji-Jingūmae (Linea Chiyoda, Linea Fukutoshin)
- Stazione di Omotesandō (Linea Chiyoda, Linea Ginza, Linea Hanzōmon)